# Чеккато, Альдо
Альдо Чеккато (итал. Aldo Ceccato; род. 18 февраля 1934 года, Милан) — итальянский дирижёр.
Окончил Миланскую консерваторию имени Джузеппе Верди. Стажировался у Серджиу Челибидаке, работал его ассистентом в Академии Киджи. В 1973—1977 гг. возглавлял Детройтский симфонический оркестр, в 1976—1982 гг. — Гамбургский филармонический оркестр, затем одновременно Филармонический оркестр Северогерманского радио (1985—1989) и Бергенский филармонический оркестр (1985—1990). В 1990—1991 гг. руководил Словацким филармоническим оркестром, в 1991—1994 гг. — Национальным оркестром Испании. В 1997—2000 гг. главный дирижёр Филармонического оркестра Брно, в 2005—2009 гг. — Филармонического оркестра Малаги.
Осуществил ряд оперных записей, записал также три симфонические поэмы Виктора де Сабаты (на дочери которого он женат) для студии Hyperion Records, с Лондонским филармоническим оркестром.

## Награды
- Кавалер Большого креста ордена «За заслуги перед Итальянской Республикой» (13 мая 1999 года)[1].
- Великий офицер ордена «За заслуги перед Итальянской Республикой» (27 декабря 1990 года)[2].
- Командор ордена «За заслуги перед Итальянской Республикой» (3 января 1981 года)[3].